# Ecuadornachtzwaluw
De ecuadornachtzwaluw (Nyctidromus anthonyi synoniem: Caprimulgus anthonyi) is een vogel uit de familie van de nachtzwaluwen (Caprimulgidae). De soort is genoemd naar Harold E. Anthony, conservator zoogdieren van het AMNH, die het type exemplaar schoot.

## Verspreiding en leefgebied
De broedgebieden van de ecuadornachtzwaluw liggen in scrublands in het westen van Ecuador en het noordwesten van Peru.

## Status
De ecuadornachtzwaluw heeft een groot verspreidingsgebied en daardoor is de kans op uitsterven gering. De grootte van de populatie is niet gekwantificeerd. Er is aanleiding te veronderstellen dat de soort in aantal vooruit gaat. Om deze redenen staat deze nachtzwaluw als niet bedreigd op de Rode Lijst van de IUCN.